# 祷映
祷 映（いのり あきら）は日本の映画監督、映画プロデューサー、脚本家、演出家。

## 概要
愛媛県出身。高校卒業後、飲食から木こりまで様々なバイトを経験。たまたま飲んでいたバーで隣に座った業界人と知り合った縁で映像業界へ。
アスプロデュースに入社。「世にも奇妙な物語」やいわゆる2時間サスペンスなど様々な作品の制作を行う。フリーになり、「サークルゲーム」で初監督。様々な映画の制作を担当。映像専門学校の顧問を務める。シネカノンに入社し、「ゲロッパ!」「パッチギ!」「フラガール」「パッチギ! LOVE&PEACE」の制作を担当。「キトキト」では脚本とプロデューサーを兼任。フリーになり、映画「女たちの都〜ワッゲンオッゲン〜」で劇場映画初監督。劇団トップバナナを立ち上げ、現在に至る。

## 作品

### 監督作品
- 「サークルゲーム」
- 「女たちの都〜ワッゲンオッゲン〜」

### 制作作品
- 「狼たちの復讐 THE REVENGE OF THE WOLVES」プロデューサー
- 「九ノ一金融道」制作担当
- 「ゲロッパ!」ラインプロデューサー
- 「HEAT -灼熱-」制作担当
- 「パッチギ!」(井筒和幸監督作品)　ラインプロデューサー
- 「フラガール」(李相日監督作品)　ラインプロデューサー
- 「キトキト!」(吉田康弘監督作品)　プロデューサー/脚本
- 「パッチギ! LOVE&PEACE」(井筒和幸監督作品)　プロデューサー
- 「The ショートフィルムズ みんな、はじめはコドモだった」(オムニバス映画)　プロデューサー
- 「ボーイズ・オン・ザ・ラン」(三浦大輔監督作品)　協力プロデューサー
- 「いなくなれ、群青」(柳明菜監督作品)　協力プロデューサー

### 脚本作品
- 「キトキト!」(吉田康弘監督と共同脚本)
- 「女たちの都 ～ワッゲンオッゲン～」(南えるとと共同脚本)

### 舞台作品
- 「快楽的飲食店バルディゴ」(作・演出)
- 「てめぇ～か！この野郎！」(作・演出)
- 「ラブストーリーはいらない」(作・演出)
- 「超緊急特別番組」(作・演出)